# 7107 Peiser
7107 Peiser è un asteroide della fascia principale. Scoperto nel 1980, presenta un'orbita caratterizzata da un semiasse maggiore pari a 2,3001587 UA e da un'eccentricità di 0,1475283, inclinata di 9,16913° rispetto all'eclittica.